# 宋运成
宋运成（1966年11月20日—），中國电视剧、电影男演员，中國二级演员，代表作有《狼毒花》、《中国兄弟连》、《我的父亲母亲》、《国宝》、《血色白桦》、《中原女警》等。

## 演出作品

### 电视剧
| 年份   | 劇名                                     | 角色     |
| 1999年 | 《我是警察》                             | 王启东   |
| 1999年 | 《壮志凌云》                             |          |
| 1999年 | 《跨国追逃》                             | 柳逢春   |
| 2001年 | 《蓝色诱惑》                             | 曹刚     |
| 2001年 | 《警察世家》                             | 刘援朝   |
| 2004年 | 《国宝》                                 | 齐连长   |
| 2005年 | 《缉毒英雄》                             | 万山     |
| 2005年 | 《红色记忆》                             | 赵明义   |
| 2005年 | 《便衣警察2》                            | 段兴玉   |
| 2005年 | 《捕蛇行动》                             | 曹刚     |
| 2006年 | 《狼毒花》                               | 范登高   |
| 2007年 | 《十万人家》                             | 张镇长   |
| 2007年 | 《红色档案》                             | 卢峥嵘   |
| 2007年 | 《蓝色较量》                             | 汪克祥   |
| 2008年 | 《你是我的一片天》                       | 丁大江   |
| 2008年 | 《老三届》                               | 曹培德   |
| 2008年 | 《海天之恋》 滇西1944 \|\| 向大洋 韓世貴 |          |
| 2009年 | 《一路格桑花》                           | 邓刚     |
| 2009年 | 《七妹》                                 | 张跃华   |
| 2010年 | 《一路格桑花》                           | 邓刚     |
| 2010年 | 《七妹》                                 | 张跃华   |
| 2010年 | 《七妹》                                 | 张跃华   |
| 2011年 | 《护国军魂传奇》                         | 唐宽     |
| 2011年 | 《名门媳妇》                             | 金大兴   |
| 2011年 | 《猎枭》                                 |          |
| 2011年 | 《青山绿水红日子》                       |          |
| 2011年 | 《木府风云》                             | 西和     |
| 2011年 | 《杨善洲》                               | 市委书记 |
| 2012年 | 《二叔》                                 | 祁汉     |
| 2013年 | 《正义的重量》                           | 张旭成   |
| 2014年 | 《舞乐传奇》                             | 关长岭   |
| 2015年 | 《南僑機工英雄傳》                       |          |
| 2016年 | 《寒山令》                               |          |
| 2016年 | 《六扇門》                               | 明憲宗   |
| 2022年 | 《当祖国需要我们的时候》                 |          |
| 待播   | 《美丽的错位》                           |          |

### 电影
- 2005年 《太行山上》
- 2005年 《农民工》饰 大成
- 2011年 《中原女警》饰 富大鹏
- 2011年 《火红的杜鹃花》
- 2011年 《连环套》饰 朴金哲
- 2012年 《抵抗！抵抗！》饰 黄显声